# Maxakalisaurus
Maxakalisaurus là một chi khủng long, được Kellner Campos Azevedo Trotta Henriques Craik & H. Silva mô tả khoa học năm 2006.